# برسنيت
برسنيت أو برسونيت أو برسنت ، هي ملكة مصرية قديمة غير حاكمة أو زوجة ملك ، عاشت في عهد الأسرة الرابعة ، و يحتمل أنها كانت ابنة الملك خوفو و زوجة الملك خعفرع ، و جل ما يعرف عنها جاء من مقبرتها في الجيزة رقم G8156.

## سيرة ذاتية
وفقا لعالم المصريات غرايتزكي ، فألقاب الملكة برسنيت الكاملة هي:
- ذات صولجان حتس الكبير (عظيمة صولجان حتس)
- زوجة الملك و حبيبته.
- ابنة الملك من جسده.

و مكان مقبرها يشير إلى أنها كانت زوجة الملك خعفرع و ربما ابنة الملك خوفو. و قد تكون برسنيت كذلك أم الوزير نيكاورع.

## المقبرة
مقبرة برسنيت تحمل الرقم LG88 حسب ترقيم عالم المصريات الألماني كارل ليبسيوس ، و الرقم G8156 كذلك ، المقبرة عبارة مصطبة محفورة في الصخر تقع في الحقل المركزي من جبانة الجيزة.
قبر برسنيت متاخم لقبر الوزير نيكاورع و ربما كانا قد شيدا معاً في نفس الوقت. و يمكن دخول قبر بيرسينت من خلال مدخل في الجدار الجنوبي أو مدخل في الجدار الشرقي المرتبط بقبر نيكاورع. و غرفة الدفن على شكل حرف L و يحتوي على اثنين من الأعمدة. و لا توجد زخارف على الجدران و لكن الأعمدة منقوشة.